# Планинска зебра
Планинска зебра (Equus zebra) се нарича най-дребната от всички видове и подвидове зебри и достига на височина при холката до 125 см. По общият си строеж прилича на всички останали зебри, на домашните коне, а в известно отношение и на магаре. Светлата окраска на космената и покривка е изпъстрена с черни ивици, които на бедрата са по-широки.

## Разпространение
Тя е разпространена в Южна и Югозападна Африка. За разлика от всички останали зебри, които обитават откритите степни райони, планинската зебра се придържа към планинските и хълмистите терени.

## Начин на живот и хранене
Тя е изключително растителноядно животно, като предпочита тревистата растителност. Извършва значителни миграции.

## Допълнителни сведения
Има много врагове, на първо място измежду които трябва да се поставят хищните котки на Африка – лъвът, леопардът и гепардът, както и дивите кучета и глутниците на хиените. Красивата планинска зебра, която само допреди едно столетие е наброявала хиляди екземпляри, сега е силно намаляла и се намира само в няколко резервата в Капската област.